# Autour tachiro
Aerospiza tachiro
Espèce
Statut de conservation UICN

 LC  : Préoccupation mineure
Statut CITES
L'Autour tachiro (Aerospiza tachiro) est une espèce d'oiseaux de la famille des Accipitridae.

## Répartition
Cette espèce vit dans une grande partie de l'Afrique à l'exception de la partie septentrionale du continent.

## Sous-espèces
D'après la classification de référence (version 14.2, 2024) de l'Union internationale des ornithologues il possède 4 sous-espèces (ordre philogénique) :
- A. tachiro unduliventer (Rüppell, 1836) — hauts plateaux abyssins ;
- A. tachiro sparsimfasciatus (Reichenow, 1895) — miombo et Afrique de l'Est australe ;
- A. tachiro pembaensis Benson & Elliott, HFI, 1975 — île Pemba ;
- A. tachiro tachiro (Daudin, 1800) — du sud de l'Angola au Mozambique et montagnes d'Afrique du Sud.

Accipiter tachiro croizati Desfayes, 1974 est incluse avec Accipiter tachiro unduliventer.